# Anisadenia saxatilis
Anisadenia saxatilis là một loài thực vật có hoa trong họ Linaceae. Loài này được Wall. ex Meisn. mô tả khoa học đầu tiên năm 1838.